# Grotów (Lipinki Łużyckie)
Grotów (Aussprache [ˈɡrɔtuf]; deutsch: Gräfenhain) ist ein Schulzenamt in der polnischen Landgemeinde Lipinki Łużyckie im Landkreis Żary (Woiwodschaft Lebus).

## Geographie
Das etwa vier Kilometer lange Waldhufendorf Grotów liegt im Süden der Gemeinde an der Chaussee zwischen Niwica (Zibelle) und Lipinki Łużyckie (Linderode). Von der Bundesautobahn 15 kommend verläuft nordöstlich von Grotów in südöstlicher Richtung die Autostrada A18 zur Autostrada A4, nächste Anschlussstellen sind Królów im Nordwesten (Droga krajowa 12) und Żary im Südosten (Droga krajowa 27).
Nur wenige Kilometer nördlich des ursprünglich schlesischen Ortes verläuft die historische Grenze zur Niederlausitz.

## Geschichte
Das Dorf wurde im 13. Jahrhundert von deutschen Siedlern gegründet, seine urkundliche Ersterwähnung fällt in das Jahr 1283. Es gehörte den Herren von Hakenborn auf Priebus und Triebel, die Gräfenhain 1388 an das Augustinerstift zu Sagan verkauften. Die Kirche zu Greiffenhayn fand 1346 Erwähnung in der Matrikel des Bistums Meißen.
Herzog Rudolf III. von Sachsen, Schwiegervater von Hans I. von Sagan, ließ 1413 das Dorf ausplündern, nachdem sich der Abt des Saganer Stifts gegen eine Besitznahme des Fürstentums Sagan durch Hans ausgesprochen hatte. Auch Hans II. war den Besitzern Gräfenhains nicht wohlgesinnt und nahm den Mönchen 1454 den Zins des Dorfes auf ein Jahr. Auf Betreiben des Klosters wurde 1472 ein Fischteich angelegt.
Versuche, 1527 die Reformation einzuführen, wurden vom Abt unterdrückt, nach einem längeren Streit konnte sich letzterer durchsetzen. Im Zuge der Gegenreformation in Schlesien wurde 1668 der letzte evangelische Pfarrer vertrieben. Zusammen mit dem Fürstentum Sagan kam das Dorf nach dem Ersten Schlesischen Krieg an das Königreich Preußen. Damit ergab sich die Wiedereinführung des evangelischen Glaubens. Zusätzlich zur bestehenden katholischen Schule wurde 1796 die evangelische Schule neu gegründet. Eine evangelische Kirche hingegen wurde erst in den Jahren 1829/1830 gebaut. Sie war eine Tochterkirche von Reichenau, vorher besuchten die evangelischen Einwohner die Kirche in Linderode.
Die Bewohner lebten hauptsächlich von der Landwirtschaft, als Nebenverdienst betrieben sie Hausweberei, bis diese im ausgehenden 19. Jahrhundert wegen industrieller Weberei unrentabel wurde.

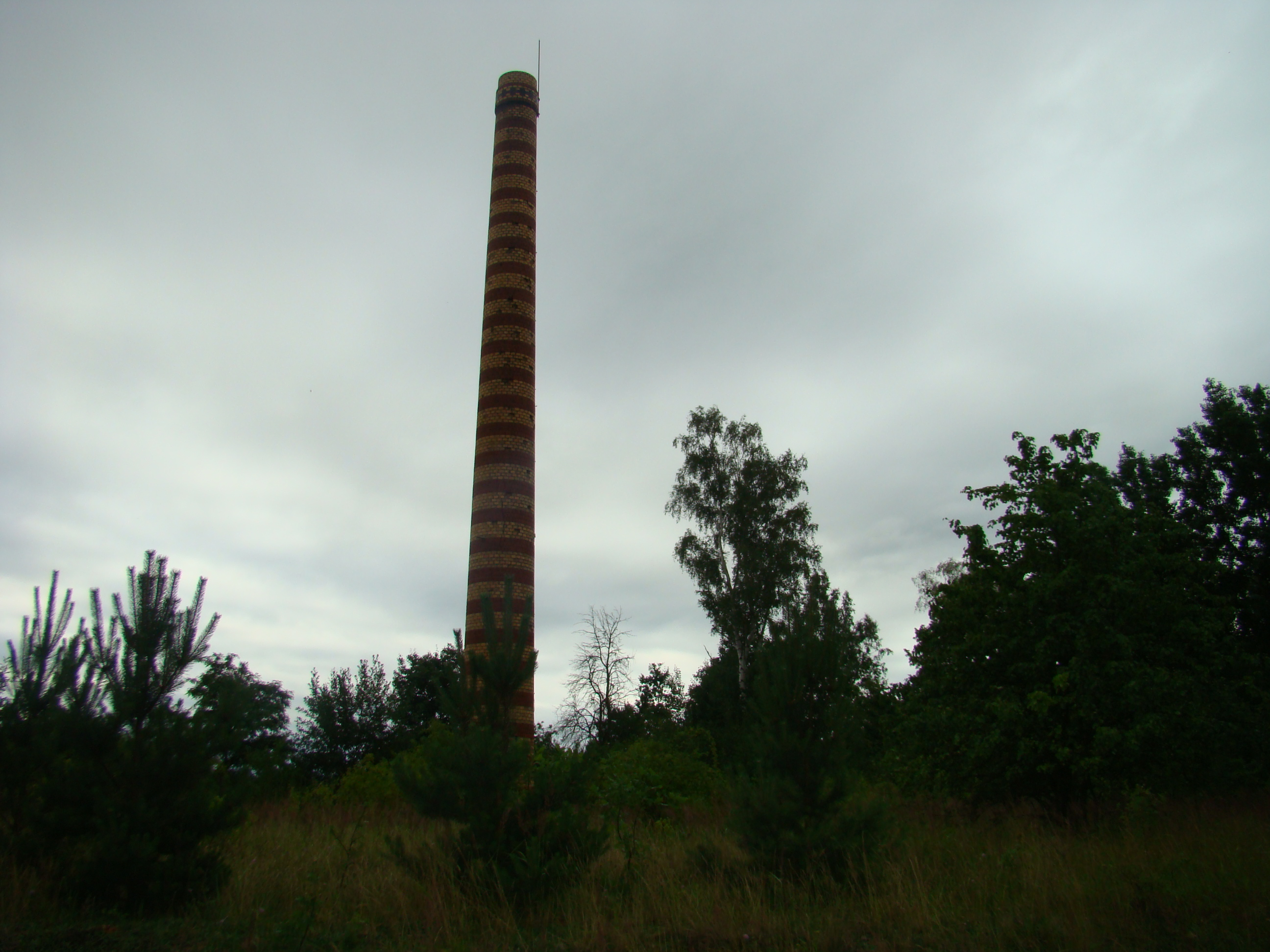
Ruine des Sägewerkes

Durch die Auflösung des Kreises Sagan kam dessen westlicher Teil 1932 an den Kreis Rothenburg. Gräfenhain war nach der Stadt Priebus der zweitgrößte der zum Kreis Rothenburg geschlagenen Orte.

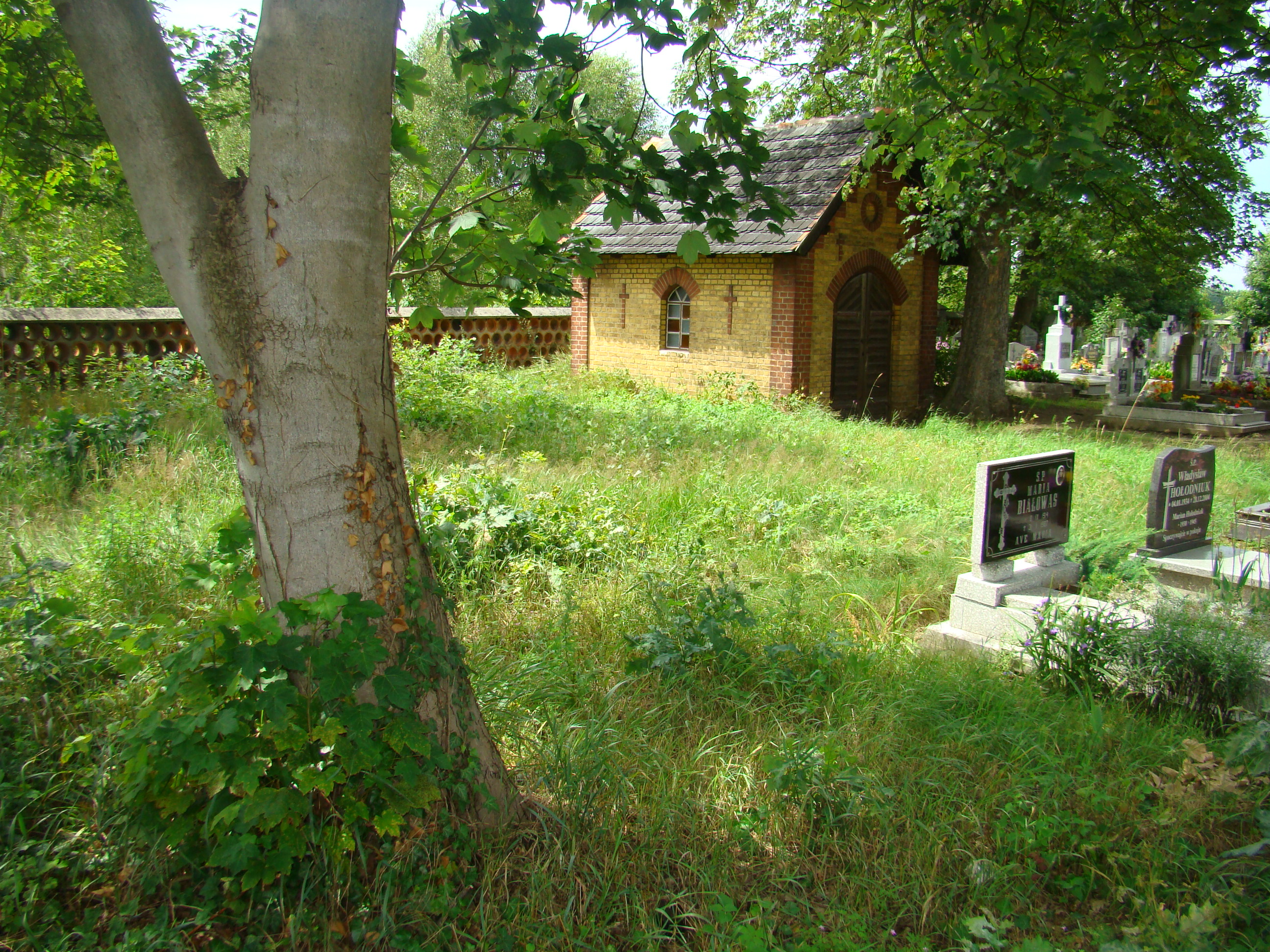
Friedhof mit Kapelle, aufgenommen im Jahr 2008

Im Februar 1945 sammelten sich fast alle Einwohner zur Flucht vor der heranrückenden Roten Armee. Auf Nebenstraßen verlief der Fluchtweg in Richtung Lausitzer Neiße (die nahe liegende Autobahn war der sich nach Westen zurückziehenden Wehrmacht vorbehalten). Nach Beendigung des Krieges am 8. Mai 1945 kam der Großteil der Gräfenhainer in ihr Dorf zurück. Auf Grund des Niederganges des Deutschen Reiches und der Absprachen der Alliierten, die eine Westverschiebung Polens bis zur Oder-Neiße-Linie festlegte, erfolgte im Juni 1945 die Vertreibung der Gräfenhainer aus ihrer Heimat und die Ansiedlung polnischer Vertriebener aus dem polnischen Osten.
Gemeinsam mit den meisten anderen Gemeinden des Ostteils des Rothenburger Kreises kam die nun als Grotów bezeichnete Gemeinde zum Powiat Żarski, der aus dem polnischen Anteil des Sorauer Kreises hervorgegangen ist.
Noch im März 1945 sprengte die SS den Turm der katholischen Kirche in dem Glauben, keine Angriffspunkte der Artillerie der Roten Armee bieten zu müssen. Die stark zerstörte katholische Kirche wurde nicht wieder aufgebaut. Die vormals evangelische Kirche wird an ihrer statt für katholische Gottesdienste genutzt.

## Bevölkerungsentwicklung
| Jahr    | Einwohner |
| ------- | --------- |
| um 1785 | 592       |
| um 1820 | 695       |
| 1910    | 749       |
| 1933    | 707       |
| 1939    | 703       |

Um 1785 gab es im Dorf 49 Bauernwirtschaften, 35 Gärtnernahrungen und acht Häuslerstellen, deren Bewohner Friedrich-Albert Zimmermann mit 592 bezifferte. Fünfzehn Jahre später war die Zahl der Wirtschaften unverändert.
Vom ausgehenden 18. Jahrhundert bis zum frühen 20. Jahrhundert stieg die Bevölkerungszahl von knapp 600 auf etwa 750 an, fiel bis zum Ausbruch des Zweiten Weltkrieges jedoch auf 700.

## Söhne und Töchter des Ortes
- Georg Witzmann (1871–1958), deutscher Lehrer und Politiker (DVP)